# Chyliza chikuni
Chyliza chikuni är en tvåvingeart som beskrevs av Wang 1995. Chyliza chikuni ingår i släktet Chyliza och familjen rotflugor. Inga underarter finns listade i Catalogue of Life.